# البيت العميق
البيت العميق (بالإنجليزية: The Deep House)‏ هو فيلم رعب خارق للطبيعة فرنسي باللغة الإنجليزية من تأليف وإخراج جوليان موري وألكسندر بوستيلو ومن بطولة جيمس جاغر، كاميلي رووي وإريك سافين، صدر الفيلم في فرنسا في 30 يونيو 2021 وحقق إيرادات بلغت 1.9 مليون دولار أمريكي.

## روابط خارجية
- البيت العميق على موقع IMDb (الإنجليزية)
- البيت العميق على موقع روتن توميتوز (الإنجليزية)
- البيت العميق على موقع ألو سيني (الفرنسية)
- البيت العميق على موقع فيلمافينيتي (الإسبانية)
- البيت العميق على موقع قاعدة بيانات الفيلم (الإنجليزية)
- البيت العميق على موقع ليتربوكسد (الإنجليزية)
- البيت العميق على موقع كينوبويسك (الروسية)